# Margarethe Hauschka
Margarethe Hauschka-Stavenhagen (* 6. August 1896 in Hamburg; † 7. Juli 1980 in Boll) war eine deutsche Ärztin und Anthroposophin.

## Leben
Bereits vor ihrem Medizinstudium an der Ludwig-Maximilians-Universität München wurde sie mit der Anthroposophie bekannt, danach erlernte sie während ihrer ersten beruflichen Tätigkeit im Sanatorium ihres Onkels in Kreuth die Massage. Als Vorbereitung auf die Mitarbeit im Sanatorium von Friedrich Husemann (bald darauf in eine psychiatrische Klinik umgewandelt) und auf dessen Anregung erlernte sie vor 1925 die Heileurythmie. Ab 1925 war sie Assistenzärztin bei Husemann. Zu dieser Zeit entwickelte sie eine Therapie, bei der platonische Körper geknetet werden, die von anthroposophischen Therapeuten noch praktiziert wird. Von 1927 bis 1929 folgte eine Tätigkeit in der Dependance der Ita-Wegman-Klinik in Figino bei Lugano, seit 1929 direkt in der Arlesheimer Ita-Wegman-Klinik, dort war sie für den Bereich künstlerische Therapie zuständig, erlernte die Methode der Rhythmischen Massage und war an deren Weiterentwicklung beteiligt. 1940 wurde die Klinik aufgrund der Kriegsereignisse zwangsevakuiert, sie übersiedelte zusammen mit Rudolf Hauschka nach Österreich und übernahm die ärztliche Leitung der Gnadenwalder Kuranstalten in Hall in Tirol, die ebenfalls eine Dependance der Ita-Wegman-Klinik waren. Diese wurden 1941 geschlossen, danach kam Hauschka vorübergehend in Gefängnishaft.
1942 heiratete sie Rudolf Hauschka in Wien. Sie arbeitete im Biologischen Krankenhaus Höllriegelskreuth bei München. Ab 1950 entwickelte sie von Eckwälden bzw. Boll aus eine umfangreiche Kurs- und Seminartätigkeit, die 1962 in der Einweihung der Schule für künstlerische Therapie und Massage in Boll gipfelte. Dort lehrte sie in den Bereichen Rhythmische Massage und Anthroposophische Künstlerische Therapie bis zu ihrem Tod.

## Schriften
- Zur künstlerischen Therapie.
  - Band 1: Gesammelte Aufsätze aus der „Natura“. Boll 1971, ISBN 3-933002-01-X.
  - Band 2: Wesen und Aufgabe der Maltherapie. Boll 1978, ISBN 3-933002-02-8.
- Rhythmische Massage nach Dr. Ita Wegman. Menschenkundliche Grundlagen. Schule für künstlerische Therapie und Massage, Boll 1972, ISBN 3-933002-00-1.
- Eine malerische Atemübung. Sonderdruck, Boll 1981.
- Künstlerische Therapie. Bad Liebenzell 1982.